# Nizza-Alassio 1984
La Nizza-Alassio 1984, sesta edizione della corsa, si svolse il 23 febbraio 1985 su un percorso di 157 km. La vittoria fu appannaggio dell'irlandese Stephen Roche, che completò il percorso in 3h58'00", precedendo il britannico Robert Millar ed il francese Jacques Bossis.

## Ordine d'arrivo (Top 10)
| Pos. | Corridore           | Squadra                | Tempo    |
| ---- | ------------------- | ---------------------- | -------- |
| 1    | Stephen Roche       | La Redoute             | 3h58'00" |
| 2    | Robert Millar       | Peugeot-Shell-Michelin | a 1'00"  |
| 3    | Jacques Bossis      | Peugeot-Shell-Michelin | a 1'50"  |
| 4    | Francis Castaing    | Peugeot-Shell-Michelin | a 1'53"  |
| 5    | Patrick Bonnet      | Système U              | s.t.     |
| 6    | Ferdi Van Den Haute | La Redoute             | s.t.     |
| 7    | Michel Charreard    | Sporting Lisboa        | s.t.     |
| 8    | Dominique Garde     | Peugeot-Shell-Michelin | s.t.     |
| 9    | Laurent Biondi      | La Redoute             | s.t.     |
| 10   | Régis Simon         | La Redoute             | s.t.     |